# Planeación interactiva
Planeación interactiva es la actitud aplicada en un plan cuando se realiza planeación en algún área de interés. Se orienta al futuro, partiendo de la idea de que el futuro de la organización depende de cómo se construya el futuro desde el presente para alcanzar el futuro. Se trata de cómo se trabajará en el diseño del futuro deseable y en la selección e invención de las formas para producirlo tan fielmente como sea posible.
La planeación interactiva requiere del establecimiento de compromisos que brinden la certeza para el logro de las actividades. Cuando no es posible realizar fielmente las actividades a la práctica, es necesario se aplique un plan de contingencias que reduzca la incertidumbre, que se presente en la interacción de los componentes de la organización.
Para obtener el control del futuro deseable, hay que reducir las variaciones que se pueden esperar en el comportamiento de las partes esenciales del sistema o medio ambiente de la organización.
Existen principios operativos de la planeación interactiva:
- El principio de participación. Es la entrega e interés de los participantes, que permite que se llegue a comprender a su organización y su medio ambiente, así como la forma en que su comportamiento puede mejorar el desempeño del todo. El tipo de planeación señala que los integrantes tendrán claro que el proceso es el producto más importante. El planeador en este caso debe estimular y facilitar la realización de dicha planeación. Los planeadores proporcionan verbal y por escrito, la información, el conocimiento, la comprensión y motivación para planear con mayor efectividad.

- El principio de continuidad. Se basa en un número de supuestos que ni es lo mismo que un diagnóstico, cuando sea descubre que algún punto es erróneo se demanda cambios aplicándolo en los planes, la adaptación es continua. Es recomendable mantener un control, donde al final se compare los resultados de lo real y lo esperado para identificar posibles desviaciones y emprender acción correctiva.

- El principio holístico. En la planeación se refiere a la coordinación y la integración al combinarse, cada parte de una organización de cualquier tipo deberá planearse de manera simultánea e interdependiente. El principio holístico se divide en dos partes:

1. La coordinación.- Son las interacciones de las unidades del mismo nivel, todas las parte de una organización del mismo nivel deberán planearse de manera simultánea e interdependiente.
2. La integración. Son las interacciones de unidades de diferentes niveles, la planeación de todos los niveles deberá hacerse de manera simultánea y en la parte de coordinación interdependiente.

- Datos: Q2842002